# Den Evropy
Den Evropy (9. květen) je jedním ze symbolů Evropy a Evropské unie. Je připomínkou 9. května 1950, kdy francouzský ministr zahraničních věcí Robert Schuman představil myšlenku mírové spolupráce v Evropě. Proto bývá někdy také nazýván Schumanův den.
Někdy bývá jako den Evropy slaven také 5. květen, výročí vzniku Rady Evropy (1949).